# Bunsen-Reaktion
Die Bunsen-Reaktion ist eine chemische Reaktion, bei der Schwefeldioxid, Wasser und Iod miteinander reagieren, wobei Schwefelsäure und Iodwasserstoff entstehen:
{\displaystyle {\ce {SO2 + 2 H2O + I2 <=> H2SO4 + 2 HI}}}
Es handelt sich um eine Gleichgewichtsreaktion, man kann also aus konzentrierter Schwefelsäure und Iodwasserstoff Iod erhalten. Obwohl die Reaktion an sich schon früher bekannt war, wurde sie nach Robert Bunsen benannt, der sie 1853 im Zusammenhang der Volumetrie (Titration) beschrieb.

## Energetik
Die Bunsen-Reaktion ist exotherm:
{\displaystyle \mathrm {SO_{2}(g)+2\ H_{2}O+I_{2}(l)\longrightarrow H_{2}SO_{4}(aq)+2\ HI\qquad 400\ K\qquad \Delta H=-165\ kJ/mol} }

## Anwendungen bei der thermischen Darstellung von Wasserstoff

### Schwefelsäure-Iod-Verfahren
Die Bunsen-Reaktion ist ein wichtiger und zentraler Schritt des Schwefelsäure-Iod-Verfahrens, das zur großtechnischen thermischen Gewinnung von Wasserstoff vorgeschlagen wurde. Sie wird dabei bevorzugt bei 120 °C ausgeführt, also knapp oberhalb des Schmelzpunktes von Iod, der bei 113,7 °C liegt. So lässt sich das Iod leichter aus dem Reaktionsgefäß abziehen. Durch einen Überschuss von Wasser wird das Gleichgewicht im Bezug auf einen möglichst vollständigen Umsatz von Schwefeldioxid SO2 nach rechts verschoben. Die Reaktionsgleichung, die schematisch die eingesetzten Mengenverhältnisse verdeutlicht, lautet dann:
{\displaystyle {\ce {SO2 + 16 H2O + 9 I2 -> (2 HI + 10 H2O + 8 I2)_{schwerere Phase}{}+ (H2SO4 + 4 H2O)_{leichtere Phase}}}}
Durch den Iodüberschuss entstehen zwei Phasen, die voneinander getrennt und weiter verarbeitet werden können.

#### Elektrochemische Bunsen-Reaktion
In einer elektrochemischen Zelle, die durch eine Polymermembran (beispielsweise aus Nafion) in zwei Halbzellen getrennt ist, kann die Bunsenreaktion in zwei Teilschritte zerlegt werden:
An der Anode (Pluspol) wird Schwefeldioxid zu Schwefelsäure oxidiert; die Gesamtreaktion dort lautet:
{\displaystyle \mathrm {SO_{2}+2\ H_{2}O\longrightarrow H_{2}SO_{4}+2\ H^{+}+2\ e^{-}\qquad E^{0}=0{,}172\ V} }
An der Kathode (Minuspol) wird Iod zu Iodid reduziert:
{\displaystyle \mathrm {\qquad I_{2}+2\ e^{-}\longrightarrow 2\ I^{-}\qquad \qquad \qquad E^{0}=0{,}535\ V} }
Die Zellreaktion ist dann die Gesamtreaktion:
{\displaystyle \mathrm {SO_{2}+2\ H_{2}O+I_{2}\longrightarrow H_{2}SO_{4}+2\ HI\qquad E^{Zelle}=0{,}363\ V} }
Deutliche Vorteile dieses Verfahren sind, dass die für die obengenannte Reaktionsführung benötigten Überschussmengen an Iod und Wasser entfallen, dass es bei Raumtemperatur ausgeführt werden kann und dass Schwefelsäure und Iodwasserstoffsäure getrennt voneinander erhalten werden, was die nachfolgende Weiterverarbeitung erheblich vereinfacht.

### Schwefelsäure-Brom-Verfahren
Auch die analoge Reaktion mit Brom Br2 wurde als Bunsen-Reaktion bezeichnet:
{\displaystyle {\ce {SO2 + 2 H2O + Br2 <=> H2SO4 + 2 HBr}}}.
Diese Reaktion ist ebenfalls eine Gleichgewichtsreaktion: Bromwasserstoff HBr und konzentrierter Schwefelsäure reagieren teilweise zu Brom. Durch hohe Partialdrücke an Br2 und SO2 kann man hohe Konzentrationen an Schwefelsäure H2SO4 erhalten. Auch diese Variante der Bunsen-Reaktion wurde für ein Verfahren zur Gewinnung von Wasserstoff vorgeschlagen (dem sogenannten Mark-13-Zyklus). Es ist weitgehend analog zum Schwefelsäure-Iod-Verfahren; da sich Bromwasserstoff aber nicht rein thermisch zerlegen lässt, muss HBr elektrolytisch in Wasserstoff H2 und Br2 gespalten werden. Diese Elektrolyse erfordert aber eine wesentlich geringere Spannung als die Wasserelektrolyse.

## Anwendungen in der quantitativen Analytik mittels Iodometrie

### Bestimmung von Schwefeldioxid
Die Bunsen-Reaktion wurde und wird zur Bestimmung von Schwefeldioxidgehalten in geschwefelten Lebensmitteln genutzt, beispielsweise zur Bestimmung von SO2 in geschwefelten Weinen. Eine genaue Ausarbeitung zu einem solchen Bestimmungsverfahren wurde 1892 von Maximilian Ripper veröffentlicht, weshalb man auch vom Ripper-Verfahren oder der Ripper-Methode spricht. Es ist allerdings anfällig für systematische Fehler. Dennoch ist es wegen seiner kurzen Analysenzeit und Einfachheit das in der Weinkellerei am häufigsten benutzte Analysenverfahren.

### Bestimmung von Wasser
Bei der Karl-Fischer-Titration zur Bestimmung von Wassergehalten nutzt man in nichtwässriger Lösung eine Reaktion, die der Bunsen-Reaktion entspricht und die nach demselben Mechanismus verläuft. Dabei nutzt man aus, dass Iod und Schwefeldioxid nicht miteinander reagieren, wenn kein Wasser zugegen ist. Die Titration wird immer in Gegenwart einer Base ausgeführt, beispielsweise Pyridin (Py) oder Imidazol, so dass keine freier Iodwasserstoff entsteht, sondern das entsprechende Salz, etwa das Pyridiniumiodid. In der Regel wird die Reaktion in alkoholischer Lösung ausgeführt, zumeist in Methanol. Dann entsteht nicht die Schwefelsäure, sondern ein Methylester, und das Verhältnis der Reaktanden Wasser, Schwefeldioxid und Iod ist nicht 2:1:1 wie in der Gleichung ganz oben, sondern 1:1:1:
{\displaystyle {\ce {SO2 + H2O + I2 + MeOH + 3 Py -> MeSO4- + 2 I- + 3 PyH+}}}

## Anwendung der Rückreaktion
Die Umkehrung der Bunsen-Reaktion, die Umsetzung von Iodid durch Erhitzen mit konzentrierter Schwefelsäure, kann zum qualitativen Nachweis von Iodid verwendet werden, das dann durch die violetten Ioddämpfe nachgewiesen wird.

## Anwendung bei der Iodgewinnung
Zur Gewinnung von Iod aus Salzsolen wird das Iodid darin mit Chlor zu Iod oxidiert, das mit Luft ausgeblasen wird. Die Absorbertürme, in denen es aufgenommen und als Iodid wieder in Lösung gebracht wird, nutzen Schwefeldioxid als preisgünstiges Reduktionsmittel. Dabei läuft die Bunsen-Reaktion ab.